# Konka Group

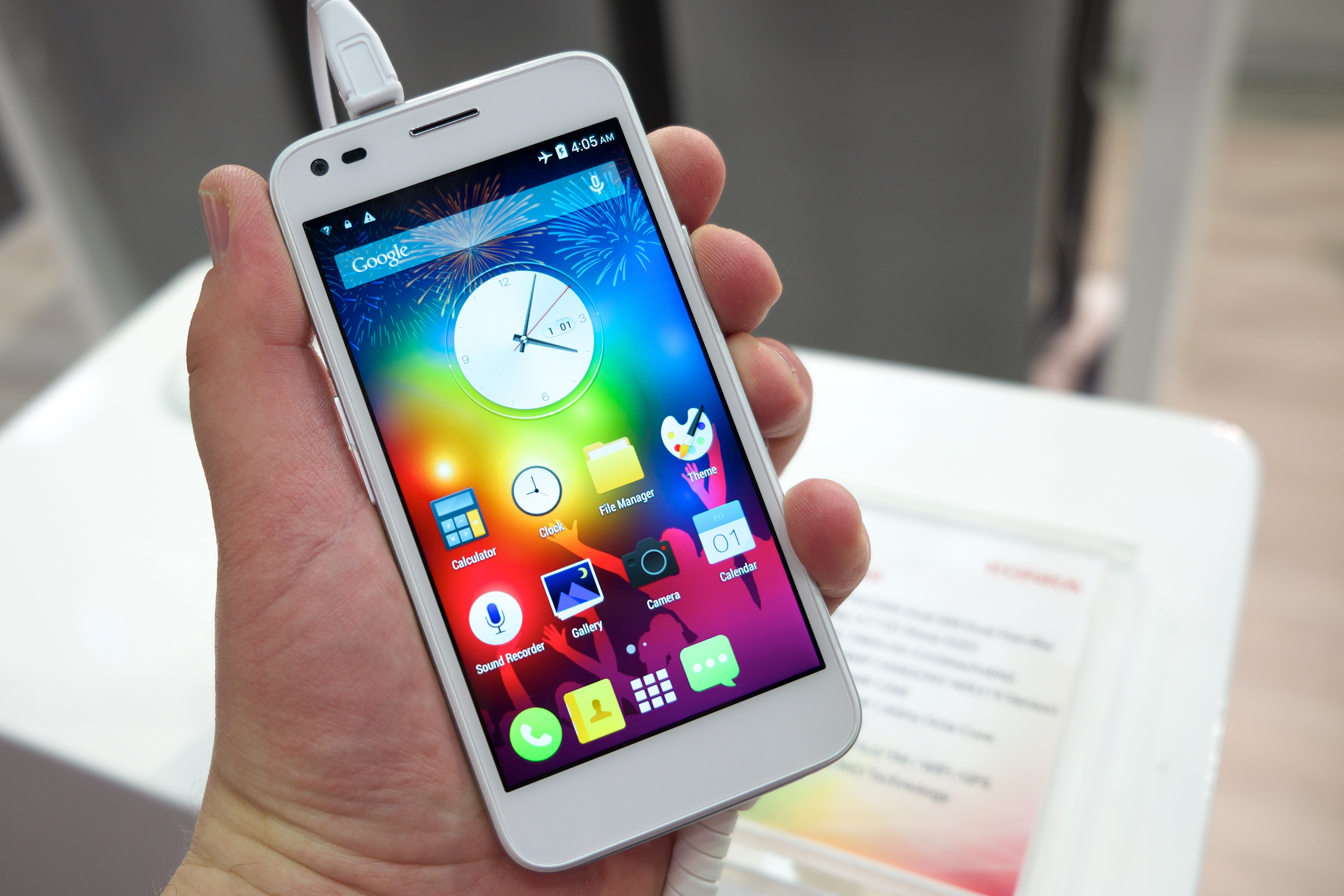
Smartfon Konka 1300

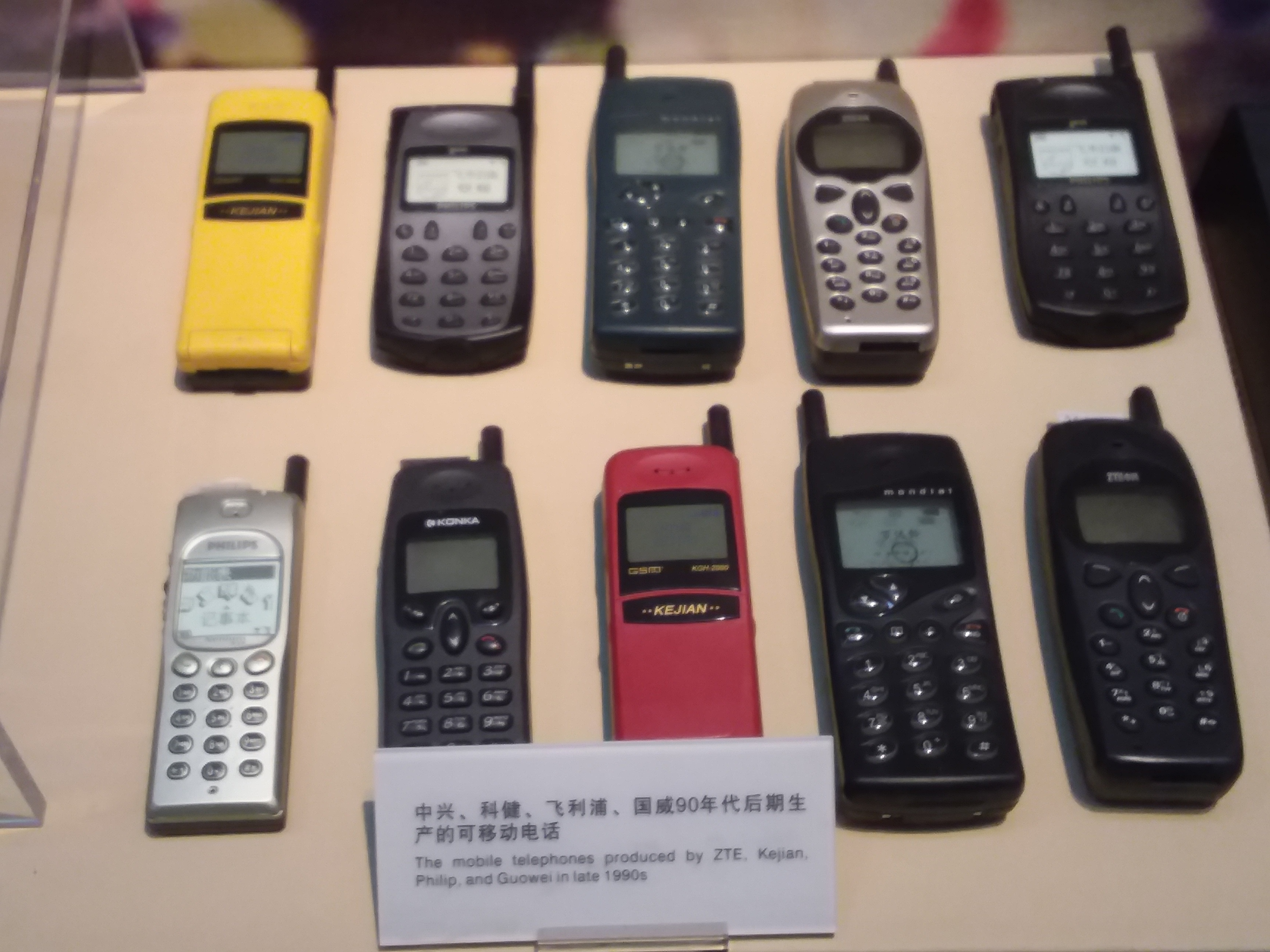
Telefony komórkowe różnych marek

Konka Group Co., Ltd. (chiń. 康佳集团股份有限公司) – chińskie przedsiębiorstwo elektroniczne, zajmujące się m.in. produkcją sprzętu RTV i AGD oraz urządzeń mobilnych. Zostało założone w 1980 roku, a swoją siedzibę ma w Shenzhen (prowincja Guangdong).
Oferta koncernu obejmuje sprzęt RTV i AGD, w tym telewizory, lodówki, pralki i klimatyzatory. Przedsiębiorstwo wprowadziło na rynek również telefony komórkowe i tablety oraz urządzenia ubieralne (smartwatche) i akcesoria mobilne. Grupa rozwinęła działalność w innych obszarach (inwestycje finansowe, PaaS, parki przemysłowe).